# Équipe de Hongrie de football au Championnat d'Europe 1964
L'équipe de Hongrie de football dispute sa 1re phase finale de championnat d'Europe lors de l'édition 1964 qui se tient en Espagne du 17 juin 1964 au 21 juin 1964.
La Hongrois perd après prolongation contre le pays hôte en demi-finale puis bat le Danemark sur le score de 3-1 après prolongation lors de la petite finale et monte sur la troisième marche du podium. À titre individuel, Ferenc Bene et Dezső Novák font partie des trois joueurs qui terminent meilleurs buteurs de l'Euro.

## Phase qualificative

### Tour préliminaire
| Équipe 1 | Résultat | Équipe 2       | Aller | Retour |
| -------- | -------- | -------------- | ----- | ------ |
| Hongrie  | 4 - 2    | Pays de Galles | 3 - 1 | 1 - 1  |

### Huitième de finale
| Équipe 1           | Résultat | Équipe 2 | Aller | Retour |
| ------------------ | -------- | -------- | ----- | ------ |
| Allemagne de l'Est | 4 - 5    | Hongrie  | 1 - 2 | 3 - 3  |

### Quart de finale
| Équipe 1 | Résultat | Équipe 2 | Aller | Retour |
| -------- | -------- | -------- | ----- | ------ |
| France   | 2 - 5    | Hongrie  | 1 - 3 | 1 - 2  |

## Phase finale

### Demi-finale
| Entraîneur :  |
| J. Villalonga |

| Entraîneur : |
| L. Baroti    |

| Entraîneur :  |
| J. Villalonga |

| Entraîneur : |
| L. Baroti    |

### Petite finale
| Entraîneur : |
| L. Baroti    |

| Entraîneur :  |
| P.E. Petersen |

| Entraîneur : |
| L. Baroti    |

| Entraîneur :  |
| P.E. Petersen |

## Effectif
Sélectionneur : Lajos Baróti
| No. | Pos.      | Joueur             | Date de naissance et âge | Sélec. | Club            |
| --- | --------- | ------------------ | ------------------------ | ------ | --------------- |
| 1   | Gardien   | Antal Szentmihályi | 3 juin 1937              |        | Vasas SC        |
| 12  | Gardien   | József Gelei       | 29 juin 1938             |        | FC Tatabánya    |
| 2   | Défenseur | Sándor Mátrai      | 20 novembre 1932         |        | Ferencváros TC  |
| 3   | Défenseur | Kálmán Mészöly     | 16 juillet 1941          |        | Vasas SC        |
| 4   | Défenseur | László Sárosi      | 27 février 1932          |        | Vasas SC        |
| 13  | Défenseur | Dezső Novák        | 3 février 1939           |        | Ferencváros TC  |
| 14  | Défenseur | Kálmán Ihász       | 6 mars 1941              |        | Vasas SC        |
| 5   | Milieu    | István Nagy        | 14 avril 1939            |        | MTK Budapest    |
| 6   | Milieu    | Ferenc Sipos       | 13 décembre 1932         |        | MTK Budapest    |
| 15  | Milieu    | Ernő Solymosi      | 21 septembre 1940        |        | Újpest Dózsa    |
| 18  | Milieu    | Gyula Rákosi       | 9 octobre 1938           |        | Ferencváros TC  |
| 7   | Attaquant | Ferenc Bene        | 17 décembre 1944         |        | Újpest Dózsa    |
| 8   | Attaquant | Imre Komora        | 5 juin 1940              |        | Budapest Honvéd |
| 9   | Attaquant | Flórián Albert     | 15 septembre 1941        |        | Ferencváros TC  |
| 10  | Attaquant | Lajos Tichy        | 24 mars 1935             |        | Budapest Honvéd |
| 11  | Attaquant | Máté Fenyvesi      | 20 septembre 1933        |        | Ferencváros TC  |
| 16  | Attaquant | János Farkas       | 27 mars 1942             |        | Vasas SC        |
| 17  | Attaquant | Zoltán Varga       | 1er janvier 1945         |        | Ferencváros TC  |
| 19  | Attaquant | Ferenc Nógrádi     | 15 novembre 1940         |        | Budapest Honvéd |
| 20  | Attaquant | Károly Sándor      | 26 novembre 1928         |        | MTK Budapest    |

## Navigation